# Google Buzz
Cet article possède un paronyme, voir Buzz.
Google Buzz était un réseau social proposé par Google, conçu pour s'intégrer à Gmail. Il a été arrêté le 15 décembre 2011 pour laisser la place à Google+ (lui même fermé le 2 avril 2019).
Il fonctionnait en symbiose avec la boîte de réception du service de messagerie (d'où il est accessible). Le service permettait d'envoyer des messages courts en y intégrant facilement photos, vidéos ou liens.
Google Buzz permettait aux utilisateurs de partager publiquement ou en privé ces petits messages, mais aussi d'importer des informations depuis Picasa, Google Reader, Flickr et Twitter.
À la fin du mois d'octobre 2011, la direction de Google annonce la fin de Google Buzz. Ainsi les utilisateurs de Gmail ont pu voir une fenêtre sur leur boite, leur indiquant : « Google Buzz s'en va ... ».

## Localisation
L'utilisation de Google Buzz depuis un téléphone portable permet de tagger des endroits et de les partager ensuite.
Le service s'intègre aussi dans Google Maps et donne la possibilité à un utilisateur de s'informer sur les lieux autour de lui.

## Polémique sur la confidentialité
Deux jours après le lancement de Google Buzz, le 11 février 2010, Google a modifié les paramètres de confidentialité du réseau social. Il lui était reproché de ne pas laisser assez visibles les options de confidentialité. Ces premiers changements permettent de cacher les contacts, de bloquer une personne dès qu'elle s'est abonnée à vos mises à jour et offrent plus de clarté sur le statut des profils (public/privé).
Google Buzz peut être désactivé depuis les paramètres de la boîte Gmail : Paramètres > Buzz > Désactiver Buzz.